# Bradikininski receptor B1
Bradikininski receptor  је G-protein spregnuti receptor kodiran  genom kod ljudi. Njegov principalni ligand je bradikinin, peptid sa 9 aminokiselina koji se formira u patofiziološkim uslovima kao što je inflamacija, trauma, opekotine, šok, i alergija.  receptor je jedan od dva G protein-spregnuta receptora za koje je utvrđeno da vezuju bradikinin i posreduju response na te patofiziološke uslove.
 protein se sintetiše de novo nakon povrede tkiva. Njegovo vezivanje za receptor dovodi do povećanja citosolne koncentracije jona kalcijuma, što ultimatno dovodi do hroničnog i akutnog inflamatornog responsa.

## Literatura
1. ↑  „Entrez Gene: BDKRB1 bradykinin receptor B1”.

## Dodatna literatura
- Duchene J, Lecomte F, Ahmed S, Cayla C, Pesquero J, Bader M, Perretti M, Ahluwalia A (2007). „A novel inflammatory pathway involved in leukocyte recruitment: role for the kinin B1 receptor and the chemokine CXCL5.”. J. Immunol. 179 (7): 4849—56. PMID 17878384.
- Calixto JB; Medeiros R; Fernandes ES;  . (2005). „Kinin B1 receptors: key G-protein-coupled receptors and their role in inflammatory and painful processes.”. Br. J. Pharmacol. 143 (7): 803—18. PMC 1575942 . PMID 15520046. doi:10.1038/sj.bjp.0706012.
- Menke JG; Borkowski JA; Bierilo KK;  . (1994). „Expression cloning of a human B1 bradykinin receptor.”. J. Biol. Chem. 269 (34): 21583—6. PMID 8063797.
- Yang X, Polgar P (1996). „Genomic structure of the human bradykinin B1 receptor gene and preliminary characterization of its regulatory regions.”. Biochem. Biophys. Res. Commun. 222 (3): 718—25. PMID 8651911. doi:10.1006/bbrc.1996.0810.
- Bachvarov DR; Hess JF; Menke JG;  . (1996). „Structure and genomic organization of the human B1 receptor gene for kinins (BDKRB1).”. Genomics. 33 (3): 374—81. PMID 8660997. doi:10.1006/geno.1996.0213.
- Chai KX; Ni A; Wang D;  . (1996). „Genomic DNA sequence, expression, and chromosomal localization of the human B1 bradykinin receptor gene BDKRB1.”. Genomics. 31 (1): 51—7. PMID 8808279. doi:10.1006/geno.1996.0008.
- Leeb T, Mathis SA, Leeb-Lundberg LM (1997). „The sixth transmembrane domains of the human B1 and B2 bradykinin receptors are structurally compatible and involved in discriminating between subtype-selective agonists.”. J. Biol. Chem. 272 (1): 311—7. PMID 8995263. doi:10.1074/jbc.272.1.311.
- Blaukat A; Herzer K; Schroeder C;  . (1999). „Overexpression and functional characterization of kinin receptors reveal subtype-specific phosphorylation.”. Biochemistry. 38 (4): 1300—9. PMID 9930991. doi:10.1021/bi981727r.
- Cassano G, Susca F, Lippe C, Guanti G (1999). „Two B1 and B2 bradykinin receptor antagonists fail to inhibit the Ca2+ response elicited by bradykinin in human skin fibroblasts.”. Gen. Pharmacol. 32 (2): 239—44. PMID 10188626. doi:10.1016/S0306-3623(98)00275-4.
- Zhou X; Prado GN; Chai M;  . (2000). „Posttranscriptional destabilization of the bradykinin B1 receptor messenger RNA: cloning and functional characterization of the 3'-untranslated region.”. Mol. Cell Biol. Res. Commun. 1 (1): 29—35. PMID 10329474. doi:10.1006/mcbr.1999.0105.
- Jones C; Phillips E; Davis C;  . (1999). „Molecular characterisation of cloned bradykinin B1 receptors from rat and human.”. Eur. J. Pharmacol. 374 (3): 423—33. PMID 10422787. doi:10.1016/S0014-2999(99)00315-5.
- Sjuve R, Boels PJ, Uvelius B, Arner A (2000). „Up-regulation of bradykinin response in rat and human bladder smooth muscle.”. J. Urol. 164 (5): 1757—63. PMID 11025765. doi:10.1016/S0022-5347(05)67102-9.
- Sawant S, Snyman C, Bhoola K (2002). „Comparison of tissue kallikrein and kinin receptor expression in gastric ulcers and neoplasms.”. Int. Immunopharmacol. 1 (12): 2063—80. PMID 11710536. doi:10.1016/S1567-5769(01)00118-7.
- Ignjatovic T; Tan F; Brovkovych V;  . (2002). „Novel mode of action of angiotensin I converting enzyme inhibitors: direct activation of bradykinin B1 receptor.”. J. Biol. Chem. 277 (19): 16847—52. PMID 11880373. doi:10.1074/jbc.M200355200.
- Newton R; Eddleston J; Haddad el-B;  . (2002). „Regulation of kinin receptors in airway epithelial cells by inflammatory cytokines and dexamethasone.”. Eur. J. Pharmacol. 441 (3): 193—202. PMID 12063092. doi:10.1016/S0014-2999(01)01624-7.
- Kang DS, Leeb-Lundberg LM (2002). „Negative and positive regulatory epitopes in the C-terminal domains of the human B1 and B2 bradykinin receptor subtypes determine receptor coupling efficacy to G(q/11)-mediated [correction of G(9/11)-mediated] phospholipase Cbeta activity.”. Mol. Pharmacol. 62 (2): 281—8. PMID 12130679. doi:10.1124/mol.62.2.281.
- Christiansen SC; Eddleston J; Woessner KM;  . (2002). „Up-regulation of functional kinin B1 receptors in allergic airway inflammation.”. J. Immunol. 169 (4): 2054—60. PMID 12165532.
- Lamb ME; Zhang C; Shea T;  . (2003). „Human B1 and B2 bradykinin receptors and their agonists target caveolae-related lipid rafts to different degrees in HEK293 cells.”. Biochemistry. 41 (48): 14340—7. PMID 12450400. doi:10.1021/bi020231d.
- Strausberg RL; Feingold EA; Grouse LH;  . (2003). „Generation and initial analysis of more than 15,000 full-length human and mouse cDNA sequences.”. Proc. Natl. Acad. Sci. U.S.A. 99 (26): 16899—903. PMC 139241 . PMID 12477932. doi:10.1073/pnas.242603899.
- Kang DS, Ryberg K, Mörgelin M, Leeb-Lundberg LM (2004). „Spontaneous formation of a proteolytic B1 and B2 bradykinin receptor complex with enhanced signaling capacity.”. J. Biol. Chem. 279 (21): 22102—7. PMID 15033977. doi:10.1074/jbc.M402572200.
- Gerhard DS; Wagner L; Feingold EA;  . (2004). „The status, quality, and expansion of the NIH full-length cDNA project: the Mammalian Gene Collection (MGC).”. Genome Res. 14 (10B): 2121—7. PMC 528928 . PMID 15489334. doi:10.1101/gr.2596504.

## Spoljašnje veze
- „Bradykinin Receptors: B1”. IUPHAR Database of Receptors and Ion Channels. International Union of Basic and Clinical Pharmacology. Архивирано из оригинала 03. 03. 2016. г.